# Obione szypułkowa

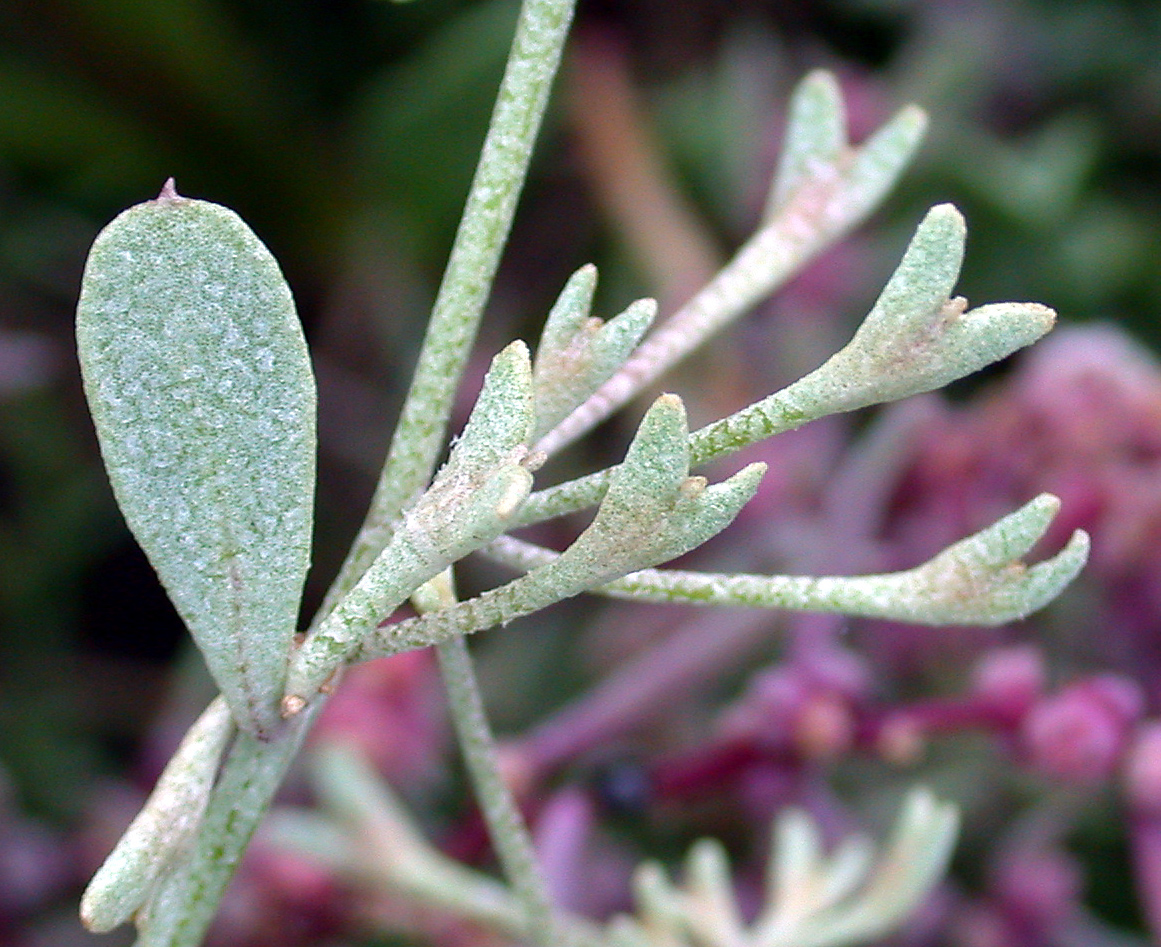
Dojrzewające owoce

Obione szypułkowa (Atriplex pedunculata L.) – gatunek rośliny w różnych systemach klasyfikacyjnych z rodziny komosowatych lub szarłatowatych.

## Taksonomia
W zależności od pozycji systematycznej rodzaju obione Halimione gatunek jest włączany do niego jako Halimione pedunculata (L.) Aellen lub do rodzaju łoboda Atriplex sect. Halimus jako Atriplex pedunculata L. Halimione tworzy grupę siostrzaną względem Atriplex sensu stricto. Za połączeniem rodzajów świadczy rozmycie między ich przedstawicielami cech pierwotnie wskazywanych jako charakterystyczne dla Halimione – podługowate, całobrzegie i szare liście oraz silnie powiększające się po kwitnieniu przysadki. Za odrębnością rodzajów, obok potwierdzonym w analizach molekularnych DNA tworzeniem sąsiadujących linii rozwojowych, świadczą odnalezione nowe synapomorfie specyficzne dla trzech gatunków Halimione – przyrastanie owocni do przysadek oraz nietypowa budowa łupiny nasiennej – błoniastej, składającej się z dwóch warstw komórek izodiametrycznych.
- Synonimy[6]:
  - Ceratocarpus maritimus Pall. ex M.Bieb.
  - Ceratocarpus salinus Pall.
  - Diotis atriplicina Spreng.
  - Halimione pedunculata (L.) Aellen
  - Obione pedunculata (L.) Moq.

## Rozmieszczenie geograficzne
Występuje na północnych wybrzeżach Europy Środkowej oraz od wybrzeży Morza Czarnego do Ałtaju. W Polsce gatunek występował na Westerplatte i koło Kołobrzegu.

## Morfologia
PokrójRoślina zielna osiągająca 30 cm wysokości, pokryta białawymi, gęstymi, łuskowatymi włosami.
LiścieNa ogonku, tępe, podłużnie jajowate, całobrzegie.
KwiatyPodkwiatki zrośnięte, odwrotnie trójkątne. Szypułki kwiatów żeńskich wydłużają się po dojrzeniu owoców.

## Biologia i ekologia
Roślina jednoroczna, bezwzględny halofit. Gatunek charakterystyczny zespołu Puccinellietum maritimae. 

## Zagrożenia
Kategorie zagrożenia:
- Kategoria zagrożenia w Polsce według Czerwonej listy roślin i grzybów Polski (2006)[10]: Ex (wymarły); 2016: RE (wymarły na obszarze Polski)[11].
- Kategoria zagrożenia w Polsce według Polskiej czerwonej księgi roślin[12]: EX (extinct, wymarły)